# 張涛 (1972年生)
張涛（チャン・タオ、簡体字中国語: 张涛、ちょう とう、1972年1月 - ）は、山東省臨清市出身の政治家。漢族。山東大学管理科学系の管理科学専攻を卒業。

## 経歴
1993年7月、山東大学管理科学系の管理科学専攻を卒業後、山東省にて工芸品進出口集団股彬社に入り、社長補佐、オフィスディレクター（2002年1月）。2002年9月、新華錦集団社で人力資源部のゼネラルマネージャーに就いた。2004年9月、中国共産主義青年団山東省委員会副書記。2013年3月、中国共産主義青年団山東省委員会書記。2016年11月、中国共産党泰安市委員会副書記。